# 3. deild Wysp Owczych (1991)
W roku 1991 odbyła się 15. edycja 3. deild Wysp Owczych – trzeciej ligi piłki nożnej Wysp Owczych. W rozgrywkach brało udział 10 klubów z całego archipelagu. Kluby z pierwszego i drugiego miejsca awansowały do 2. deild. W sezonie 1991 były to: HB II Tórshavn i EB Eiði. Dwa kluby z ostatnich miejsc spadały do 4. deild, a roku 1991 były to: AB Argir i Fram Tórshavn.

## Uczestnicy
| Uczestnicy 3. deild Wysp Owczych 1990                                                                         | Uczestnicy 3. deild Wysp Owczych 1990 | Uczestnicy 3. deild Wysp Owczych 1990 | Uczestnicy 3. deild Wysp Owczych 1990 |
| --- | ------------------------------------- | ------------------------------------- | ------------------------------------- |
| TB II | TB II Tvøroyri                        | 3                                     |                                       |
| B68 II | B68 II Toftir                         | 4                                     |                                       |
| EB | EB Eiði                               | 5                                     |                                       |
| HBII | HB II Tórshavn                        | 6                                     |                                       |
| ÍF II | ÍF II Fuglafjørður                    | 7                                     |                                       |
| NSÍII | NSÍ II Runavík                        | 8                                     |                                       |
| Spadek z 2. deild Wysp Owczych 1990                                                                           |                                       |                                       |                                       |
| Fram | Fram Tórshavn                         | 9                                     |                                       |
| B36II | B36 II Tórshavn                       | 10                                    |                                       |
| Awans z 4. deild Wysp Owczych 1990                                                                            |                                       |                                       |                                       |
| AB | AB Argir                              |                                       |                                       |
| KÍ III | KÍ III Klaksvík                       |                                       |                                       |
| Oznaczenia: - kolumna pierwsza – skróty nazw drużyn, - kolumna trzecia – miejsce zajęte w poprzednim sezonie. |                                       |                                       |                                       |

## Tabela ligowa
| Lp. | Drużyna                 | M  | Z  | R | P  | Bramki | Bramki | Różn. | Pkt | Uwagi              |
| --- | ----------------------- | -- | -- | - | -- | ------ | ------ | ----- | --- | ------------------ |
| 1   | HB III Tórshavn (M) (A) | 18 | 16 | 0 | 2  | 54     | 16     | +38   | 32  | Awans do 2. deild  |
| 2   | EB Eiði (A)             | 18 | 14 | 0 | 4  | 52     | 19     | +33   | 28  | Awans do 2. deild  |
| 3   | B36 II Tórshavn         | 18 | 9  | 3 | 6  | 40     | 25     | +15   | 21  |                    |
| 4   | NSÍ II Runavík          | 18 | 9  | 1 | 8  | 38     | 33     | +5    | 19  |                    |
| 5   | B68 II Toftir           | 18 | 8  | 2 | 8  | 36     | 22     | +14   | 18  |                    |
| 6   | KÍ III Klaksvík         | 18 | 6  | 4 | 8  | 33     | 36     | −3    | 16  |                    |
| 7   | ÍF II Fuglafjørður      | 18 | 6  | 4 | 8  | 27     | 37     | −10   | 16  |                    |
| 8   | TB II Tvøroyri          | 18 | 7  | 1 | 10 | 35     | 52     | −17   | 15  |                    |
| 9   | AB Argir (S)            | 18 | 3  | 4 | 11 | 21     | 52     | −31   | 10  | Spadek do 4. deild |
| 10  | Fram Tórshavn (S)       | 18 | 2  | 1 | 15 | 18     | 62     | −44   | 5   | Spadek do 4. deild |